# اوبر آمرگاو ۵۲۳۳۴
سیارک ۵۲۳۳۴ (به انگلیسی: 52334 Oberammergau، نامگذاری:1992FS3) پنجاه و دو هزار و سیصد و سی و چهارمین سیارک کشف شده‌است که در ۳۰ مارس ۱۹۹۲ کشف شد.